# Test de Dibujo de la Figura Humana

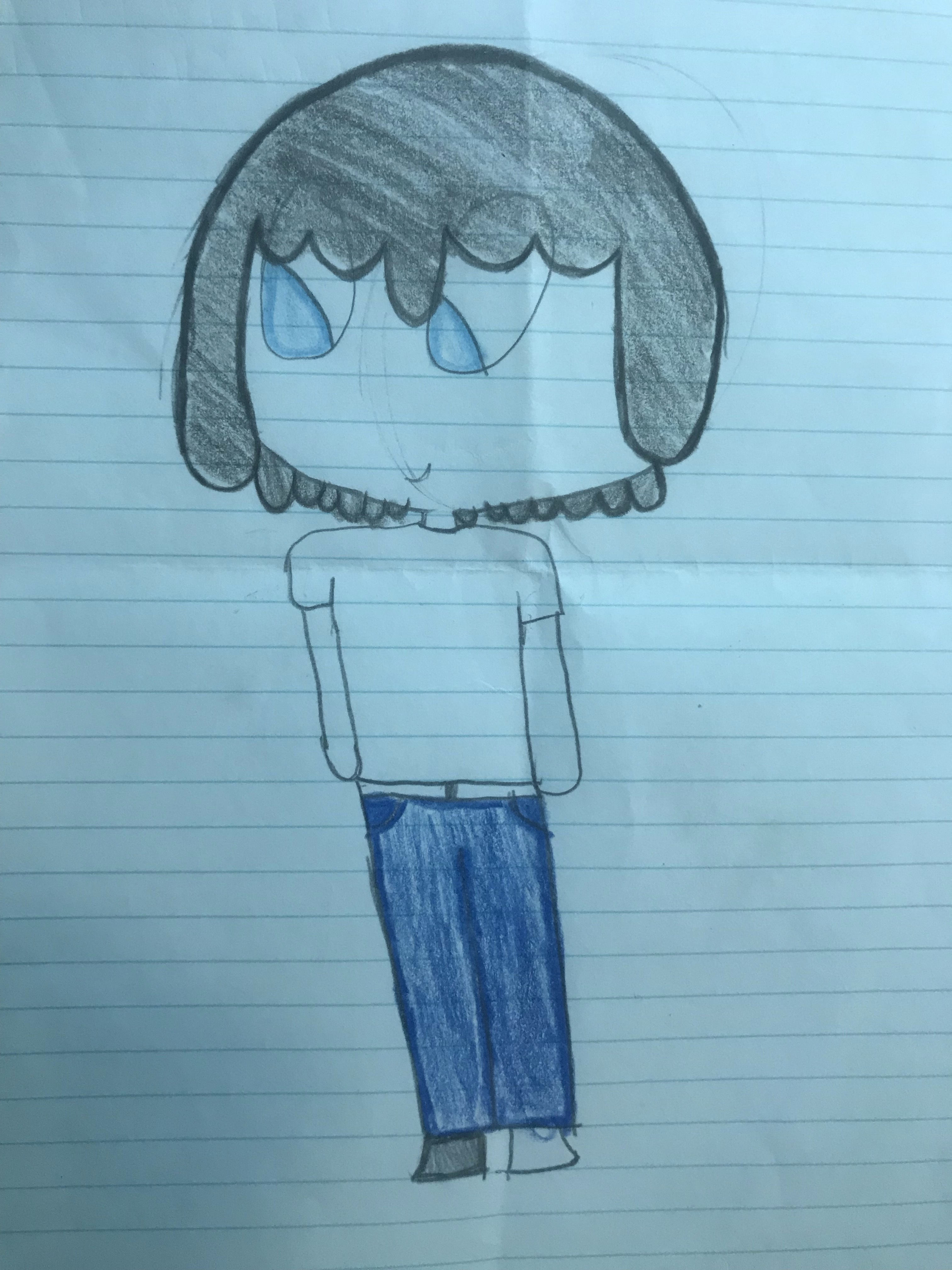
Figura 1

El Test de Dibujo de la Figura Humana (también, la Prueba de la Figura Humana) es una herramienta de análisis psicológico empleada para determinar la habilidad intelectual del sujeto, así como su estado emocional, utilizando técnicas proyectivas. Generalmente, esta prueba psicológica se emplea como primer método de evaluación para diagnosticar al paciente. Para lograr interpretar los dibujos, se necesita de un conocimiento previo de la personalidad y una tabla que explica cada parte del cuerpo.

### Objetivo
El propósito del test es el de evaluar y clasificar la personalidad, la conducta, la estabilidad emocional y los puntos de conflicto del sujeto a través de la interpretación del dibujo realizado por este, dicha interpretación se realiza  tomando en cuenta, los trazos que conforman el dibujo, la  proporción que presentan las extremidades en este, expresiones faciales retratadas. entre otros aspectos que pudiera presentar el dibujo  etc.

### Historia
El test de dibujo de la figura humana ha cursado a través de varias etapas, en las cuales ha ido evolucionando y se ha adaptado a diferentes enfoques. La creadora de este test fue Florence L. Goodenough, quien en 1926 elaboró el Draw-a-Mantest, dirigido a niños, que se evalúa estrictamente del 1-10 respecto a las partes del cuerpo.
Años después Dale B. Harris hace una edición en 1963. Ante esta modificación, se le cambió el nombre por el de Test de Goodenough-Harris.
Este test se caracteriza por el hecho de que se emplean grupos más grandes, en donde se evalúa la madurez mental de niños con un rango de edad de 4 a 14 años.
En 1964, Elizabeth Münsterberg Koppitz crea dos sistemas uno donde se mide el nivel de madurez, con un rango de edad de 5 a 10 años y en otro se evalúan diferentes indicadores emocionales, de los cuales, varios puntos los toma Karen Machover.
Karen Machover fue relevante en esto de los test psicológicos, ya que en 1949, uso el dibujo de una figura humana como una proyección del concepto de actitudes, que se tienen hacia otras personas, el medio, hacia la imagen del yo ideal y hacia sí mismo, una expresión inconsciente de lo profundo del ser, Machover ordenaba a sus pacientes dibujar a un hombre y a una mujer, los cuales posteriormente analizaba para identificar cualquier inconsistencia en el estilo u omisión de partes del cuerpo, es así que utilizaba estos análisis para detectar posibles sentimientos conflictivos en el paciente.
Machover creía que, a través del dibujo de la figura humana, la personalidad podía ser proyectada en todo su esplendor, ya que se reflejaban todos los rasgos íntimamente relacionados con sus impulsos, ansiedades y conflictos, esto llevaba a la representación misma de la personalidad.

## Aplicación
La aplicación del test se lleva a cabo solicitando al sujeto que dibuje “una persona entera” en una hoja de papel con un lápiz  N.º 2, se le permitirá al individuo hacer uso de sacapuntas y borrador e inclusive volver a comenzar el dibujo si se desea.
El tiempo es contabilizado más no existe un límite de este, esto con el propósito que el dibujo sea realizado con claridad y detalle. Mientras en sujeto realiza los trazos se analizará la “secuencia en la cual realiza la figura” y los comportamientos que surjan en el proceso de completar el dibujo.

### Interpretación
A través de este test se pueden interpretar los sentimientos y pensamientos de una persona, ya que por medio del dibujo y sus diversos factores se pueden analizar los trazos y así llegar a conclusiones sobre el sujeto. Las interpretación del test pueden variar según sea la corriente y el autor que estemos estudiando, ya que cada autor aporto sus propias características e interpretaciones, sin embargo las bases para la interpretación del test, son las mismas.
Interpretación clínica del Test de Dibujo de la Figura Humana: 
Las personas pueden plasmar y expresar sentimientos y actitudes en dibujos o símbolos mucho antes de que puedan transmitirlos en palabras. A través de este test podemos averiguar lo que está tratando de comunicar una persona mediante sus dibujos.
E.M. Koppitz sugiere tres principios fundamentales para interpretar el significado de esta prueba en niños de 5 a 12 años:

### Cómo dibuja la figura
Refleja el concepto que el niño tiene de sí mismo y su actitud hacia la persona dibujada.

### A quién dibuja
Es la persona de mayor interés para el niño en ese momento. Habitualmente, él mismo. Los descontentos se retratan con aspecto muy distorsionado (grotesco, robot, etc.), o con imágenes ideales (superhéroes). También dibujan personas por las que están preocupadas o en conflicto, por lo que no siempre refleja la identificación sexual del niño. Los que dibujan al examinador suelen ser niños muy solos y tristes, que no se consideran así mismo dignos de interés y que no tienen a nadie en casa que les preocupe o interese (o niños con pensamientos muy concretos y centrados en el presente).

### Qué trata de decir
Puede expresar una combinación de actitudes, conflictos y/o deseos. La persona dibujada y la manera en que la dibuja, reflejan actitudes del niño (actitud hacia sí mismo y hacia la persona de mayor importancia en ese momento). Si cuenta una historia espontánea sobre su test, el contenido expresa un deseo (no ocurre esto si el niño solo hace una descripción o cuando se le hacen preguntas específicas, por lo que hay que estimularle con preguntas generales y abiertas: ¿Quién es?, ¿Qué está haciendo?, ¿Qué edad tiene?, ¿Qué clase de persona es?, ¿Qué ocurrirá después? No todos los dibujos tienen el mismo propósito, ni son igual de significativos.
Emanuel Frederick Hammer tomó en cuenta los aspectos expresivos y estructurales de los dibujos, abarcando así detalles específicos del test, como lo son; el tamaño de la figura, la presión, el emplazamiento de la hoja de papel, la exactitud, grado, simetría, perspectiva, proporciones, sombreado, reforzamiento y borrado, etcétera.

### Material
Una hoja de papel en blanco, un lápiz del número 2 y una goma de borrar.

### Administración
Puede administrarse de forma colectiva o a nivel individual.

### Validación por medio de casos
- Indicadores gráficos de la prueba del Dibujo de la Figura Humana en adolescentes hombres y mujeres de 12 a 16 años víctimas de agresiones sexuales:

Este caso realizado en el país de Chile utiliza una muestra de 76 personas, la cual se dividió en dos grupos de 38 personas, uno de los grupos fue conformado por hombres y mujeres que fueron abusados sexualmente, el segundo grupo con la misma cantidad de personas, del mismo entorno social pero sin indicadores de abuso sexual. El objetivo era demostrar que los jóvenes abusados tienen tendencias al representar su persona en un dibujo, los resultados arrojaron que los jóvenes abusados dibujan ojos vacíos (que se  asocia a una tendencia a evitar estímulos visuales displacenteros) y ubicación vertical en zona inferior que representa inseguridad y depresión.
- Perfil psicológico del aspirante al curso de paramédicos de la Cruz Roja Delegación Morelia, Michoacán:

Esta prueba se realizó en la ciudad de Morelia, Michoacán. El propósito era evaluar el perfil psicológico de los aspirantes, contemplando sus emociones y su equilibrio emocional, así como detectar si el individuo tiene problemas psicológicos, y cómo reaccionaría hacia cierto tipo de situaciones. El test se aplicó a los aspirantes y se encontró que los individuos tenían problemas de agresividad, inseguridad, narcisismo y ansiedad. Por otra parte, arrojó que los aspirantes eran responsables, tienen credibilidad y son capaces de adaptación al ambiente.
- La prueba del dibujo de la figura humana en el niño tartamudo:

En esta prueba aplicada a 156 niños tartamudos, no se encuentra un tipo de personalidad específica pero sí características iguales en los dibujos de los niños que sufren de este problema. Una de las  principales características en sus dibujos es la dureza de los trazos relacionadas como una barrera al exterior,una rigidez en la boca representa la ansiedad sufrida por los niños además de una rigidez general relacionada con las características obsesivas de los padres.
- Aplicación  del test de la figura humana de Karen Machover a niños y niñas del programa jornada escolar complementaria, componente deportivo recreativo, de Comfenalco Antioquia:

En este test los niños muestra características similares en sus trazos como son omisión del cuello, figura pequeña, asimetría, relacionados con inseguridad, ansiedad, timidez y agresividad. Todos estos resultados fueron utilizados por los aplicadores para apoyar a estos menores ya que solamente se obtuvieron indicadores.